# دانا بروك
أشلي ماي سيبرا (بالإنجليزية: Dana Brooke)‏ (من مواليد 29 نوفمبر 1988) هي لاعبة كمال أجسام أمريكية، وعارضة أزياء، ومصارعه محترفة. موقعة حاليا في WWE تحت اسم دانا بروك في قسم رو.

## اللياقة البدنية
عملت سيبرا كغطاسة في البحار والمحيطات، كما شاركت في لعبة الجمباز لمدة 18 عاما، لكنها تركته بعد إصابتها بإصابات عديدة، بما في ذلك كسر كل من الكاحلين، وقدمت سيبرا عروضا في كمال الأجسام وعورض الأزياء. بين عامي 2011 و2012 عقدت سيبرا العديد من البطولات داخل اتحاد اللياقة البدنية، قبل كسب الاتحاد الدولي لكمال الأجسام واللياقة البدنية (IFBB) للمحترفين في عام 2012. واحتلت المركز الثاني عشر في عام 2013، ثم المركز الثالث عشر في طبعة 2015 من مهرجان أرنولد الرياضي الذي عُقد في كولومبوس، أوهايو. وفي 20 ديسمبر 2016 شاركت بروك مجددا في نفس الحدث.

## المسيرة المهنية

### إن إكس تي

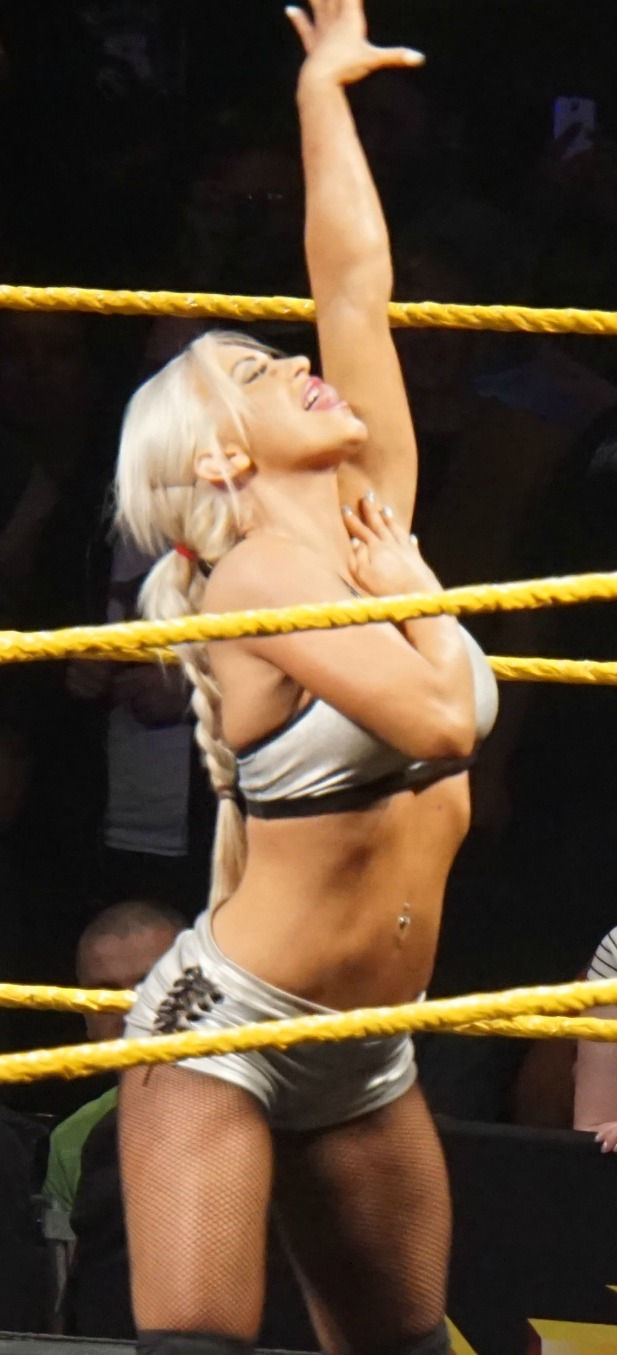
بروك في أبريل 2015

وقعت سيبرا مع شركة دبليو دبليو إي في يونيو 2013، حيث بدأت في عرض مواهبها في بطولة الـ NXT تحت اسم دانا بروك، وكان أول ظهور تلفزيوني لها في حلقة الـ NXT:TAKE OVER FATEL FOUR WAY بتاريخ 11 سبتمبر 2014 رفقة تايلر بريز، ثم عادت للظهور مجددا في 18 سبتمبر (أي بعد أسبوع من ظهورها الأول) حيث شاركت مع بايلي لهزيمة كل من ساشا بانكس وأليكسا بليس.
بعد سلسلة من النجاحات القصيرة التمهيدية، قدمت بروك لأولل مرة برنامجا تلفزيونيا في 15 أبريل 2015 (في الـ NXT دائما)، ثم بدأت تُحقق شهرة لنفسها عندما هزمت ليفا بايتس.
شكلت بروك وإيما تحالفا في حلقة السابع مايو، حيث رافقت بروك شريكتها في مباراتها ضد بايلي، لكن بعد المباراة هاجمت بروك إيما بشكل غريب قبل أن تظهر شارلوت فلير لإنقاذها. ومع ذلك، هاجمت شارلوت بروك وإيما، مما دفع بالمدير العام لـ NXT بالإعلان عن مباراة فرق ثنائية في NXT:TAKE OVER THE END، وقد خسرت فيه في حلقة السادس والعشرين من أغسطس (علما أنها كانت مسجلة أيضا في حلقة NXT:TAKE OVER BROKLYN)، حيث نافست بروك في مباراة رباعية قاتلة ضد بيكي لينش، شارلوت، وإيما، وتمكنت هذه الأخيرة مم الفوز بها.
في سبتمبر، بدأت بروك وإيما عداء مع آسكا التي ظهرت لأول مرة في NXT:THE RECPECT لكنها خسرت وعلى الرغم من الخسارة واصلت بروك وإيما مهاجمة آسكا، بما في ذلك الهجوم المخطط له في حلقة 25 نوفمبر، مما أدى إلى إعلان مباراة بين إيما وآسكا مجددا لكن هذه المرة في حلقة NXT:TAKE OVER LONDON بتاريخ 16 ديسمبر من نفس السنة وقد خسرت إيما المباراة على الرغم من التدخل المتكرر لبروك قصد مساعدتها.

### راو
ظهرت بروك لأول مرة في راو في حلقة التاسع من مايو 2016، حيث ظهرت بقوة عندما قامت بالاعتداء علي بيكي لينش وراء الكواليس، ثم قامت بلم شملها مع حليفتها السابقة إيما في الـ NXT، وبعد ثلاثة أيام ظهرت بروك مجددا لكن هذه المرة في سماكدوان، حيث فازت على على لينش بمساعدة إيما، ثم عاودت الظهور مجددا في راو في حلقة السادس عشر من مايو؛ حيث انتهت الصداقة بينها وبين إيما عندما أُصيبت الأخيرة في كاحلها وانسحبت.
ظهرت بروك في 22 مايو في إكستريم رولز، وكانت ترتدي زي ريك فلير لصرف انتباه ناتاليا، ثم ساعدت شارلوت في الاحتفاظ ببطولة WWE للسيدات. وفي الليلة التالية من عرض الرو، انقلبت شارلوت على والدها بعدما ادعت أنها لم تعد هناك حاجة إليه بعد الآن، ثم قدمت بروك كمساعدة لها. ثم في عرض ماني إن ذا بانك في 19 يونيو؛ انضمت بروك لشارلوت كما كان متوقعا وساعدتها في هزيمة بيكي لينش وناتاليا، ثم بدأ عداءا جديداً مع ساشا بانكس، وأعقبه ذلك هجمات متعددة من قبل بروك وشارلوت.
تم الأعلان في وقت لاحق عن مباراة قوية ستجمع بين شارلوت وبروك من جهة وبين ساشا وأي شخص آخر تختاره بنفسها من جهة ثانية، وقد تمكن الثنائي الأول من هزموا الثاني (الشريك السري الثاني لساشا كانت المصارعة بايلي).
تم اختيار بروك في راو بتاريخ 19 يوليو وفي يوم 8 أغسطس من نفس السنة تنافست بروك في مباراة ليست على اللقب ضد بانكس، علي أن يواجه الفائز منهن شارلوت على اللقب ثم حصلت المفاجأة عندما فازت بروك على كلاهما وتُوجت باللقب، وصرحت في وقت لاحق من ذلك اليوم أنها يُمكن أن تُشارك في مباراة بطولة WWE للنساء في سمر سلام. وفي حلقة الثاني والعشرين من أغسطس في راو، تمكنت بروك من هزم بايلي، ثم في 12 سبتمبر فرضت بروك مباراة ضد شارلوت بعد أن تدهورت العلاقة بينهما، لكن هذا لم يحصل حيث تدخل ميك فولي مدير عرض الراو ووضع بروك في مباراة تهديد ثلاثي ضد بايلي وساشا بانكس لتحديد البطل الذي سيواجه شارلوت على اللقب.
في 3 أكتوبر من نفس العام، حصل شجار عنيف بين بروك وبايلي وراء الكواليس، وفي الأسبوع التالي من حلقة الرلو هاجمت بروك بايلي بعد مباراتها مع مصارعة محلية مغمورة تدعي كامي فيلدس، مما أدى إلى مباراة بين الإثنتسن في حلقة 17 أكتوبر، وتمكنت بروك بالفوز فيها.
في 30 أكتوبر، شاركت بروك في مباراة الزنزانة داخل الجحيم أمام بايلي وتمكنت هذه الأخيرة من الفوز فيها، ثم في حلقة 26 ديسمبر، تحدتث شارلوت عن منافسها المقبل لكن بايلي فاجئتها عندما اقتحمت القاعة وتحدتها في مباراة جرت أطوارها في نفس اليوم، لكن الحكم كانت هي دانا بروك التي غشت في العديد من المناسبات حتى تمكنت شارلوت فلير من الفوز بها.

## وسائل الإعلام الأخرى

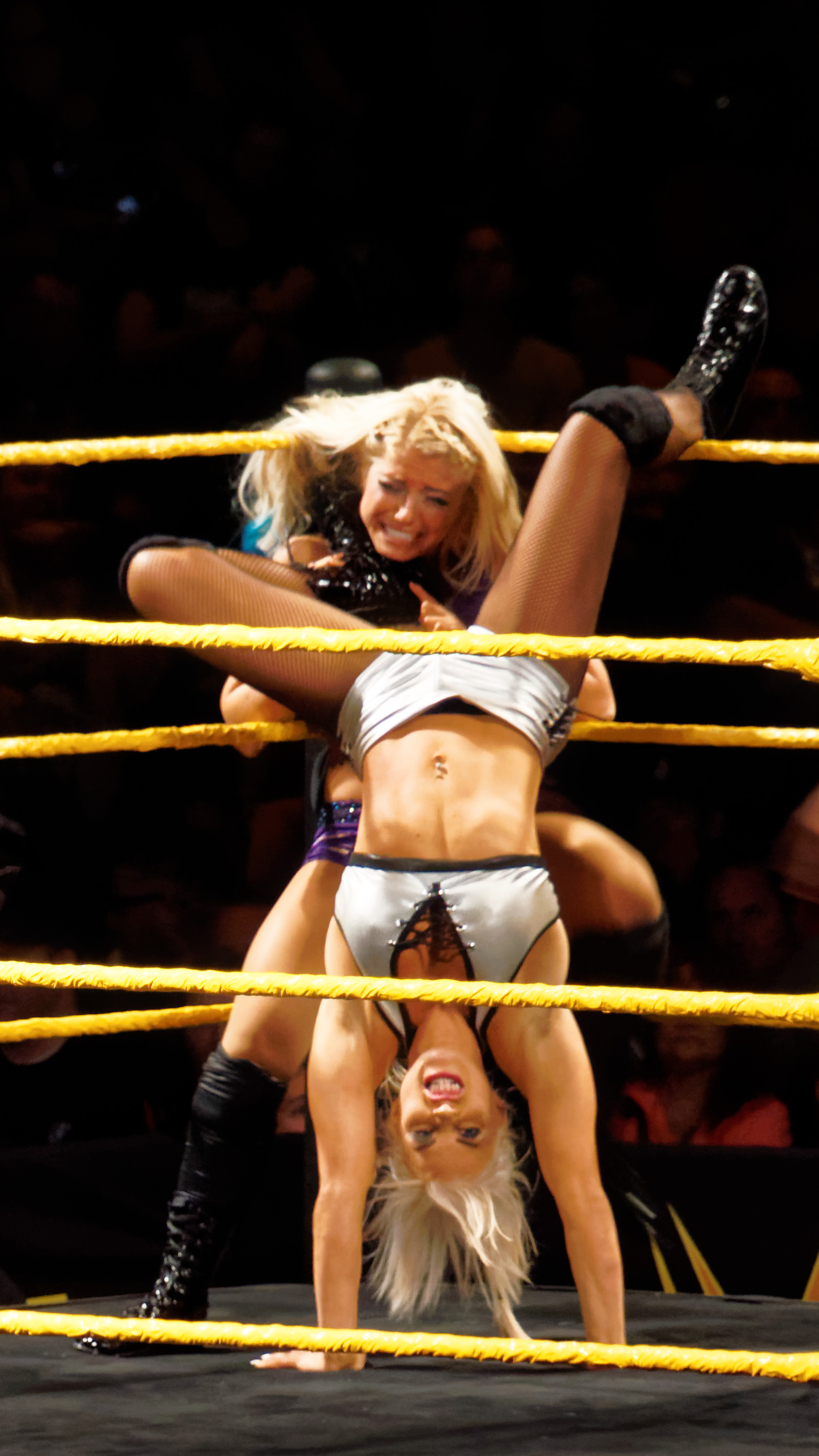
إحدى الحركات القاضية لدانا والتي تُعرف بـهاند ستاند كورنر شوك

ظهرت بروك في لعبة الفيديو دبليو دبليو إي تو كي 17 وكانت مصارعة فردية.

## حركاتها القاضية
لدى بروك ثلاث حركات قاضية وهي:
- ساموا درايفر
- بودي سيزر
- هاند ستاند كورنر شوك

## وصلات خارجية
- دانا بروك على موقع IMDb (الإنجليزية)
- دانا بروك على موقع قاعدة بيانات الفيلم (الإنجليزية)
- دانا بروك على موقع دبليو دبليو إي (الإنجليزية)
- دانا بروك على موقع WrestlingData.com (الإنجليزية)
- دانا بروك على موقع CageMatch worker (الإنجليزية)
- دانا بروك على موقع قاعدة بيانات المصارعة على الإنترنت (الإنجليزية)
- دانا بروك على موقع عالم المصارعة على الإنترنت (الإنجليزية)
- دانا بروك على موقع عالم المصارعة على الإنترنت (الإنجليزية)
- ـ دانا بروك في موقع WWe
- ـ دانا بروك في موقع التعريف بالمصارعين